# Булавский, Николай Александрович
Никола́й Алекса́ндрович Була́вский (1 января 1926 года — ?) — советский хозяйственный, государственный и политический деятель, депутат Совета Национальностей Верховного Совета СССР 7-го созыва от Белорусской ССР.

## Биография
Родился 1 января 1926 года в Жодино. Член КПСС.
Окончил ВПШ при ЦК КП Белоруссии.
Участник Великой Отечественной войны, участник партизанского движения в Минской области, заместитель комиссара партизанской бригады по комсомолу
В 1945—1975 — инструктор обкома, секретарь райкома комсомола, работник органов госбезопасности, заведующий отделом райкома, инструктор, заместитель заведующего отделом Минского обкома КП Белорусской ССР, секретарь парткома Минского производственного колхозно-совхозного управления, первый секретарь Минского райкома КП Белорусской ССР.
Депутат Совета Национальностей Верховного Совета СССР 7-го созыва от Белорусской ССР. Делегат XXIV съезда КПСС.
Умер после 1985 года.

## Награды
- Орден Отечественной войны II степени